# Pongsapark Tangsap
Pongsapark Tangsap (thailändisch พงศภัค ตั้งทรัพย์; * 20. November 2003) ist ein thailändischer Fußballspieler.

## Karriere
Pongsapark Tangsap erlernte das Fußballspielen in der Schulmannschaft der Nakhon Ratchasima Municipal Sport School, in der Jugend des KDC Solution FC sowie in der Universitätsmannschaft der Northeastern University. Seinen ersten Vertrag unterschrieb er im Sommer 2023 beim Khon Kaen United FC. Der Verein aus Khon Kaen spielte in der ersten Liga. Sein Erstligadebüt gab Pongsapark Tangsap am 27. Oktober 2023 (9. Spieltag) im Auswärtsspiel gegen den Police Tero FC. Bei dem 3:1-Auswärtserfolg wurde er in der 64. Minute für Woranat Thongkruea eingewechselt. Am Ende der Saison 2024/25 wurde er mit Khon Kaen Tabellenletzter und musste somit in die zweite Liga absteigen.